# Thierry Michel de Pierredon
Thierry Michel de Pierredon  (11 septembre 1883 - 5 juillet 1955) est un bailli, ministre plénipotentiaire de l'ordre souverain de Malte.

## Famille
Son grand-père est Michel Pacha, homme d'affaires ayant fait fortune dans l'Empire ottoman. Thierry Michel de Pierredon se marie en 1906 avec Mabel Constance de Polignac. L'un de leurs 6 enfants est Géraud Michel de Pierredon,,.

### Activités
Poursuivant les activités de mécénat de son grand-père Michel Pacha, Thierry Michel de Pierredon a, entre-autres, financé en 1909 l'achat d'un terrain ou a pu être construit le consulat général de France à Jérusalem. Il a fondé en 1947 une association sous le nom de « Société de l’Histoire de l’Ordre de Malte » qui en s'associant à la « Fondation de l’Ordre de Malte pour la Recherche et la Sauvegarde de son Patrimoine » devient le 10 avril 1992 la « Société de l'histoire et du patrimoine de l'ordre de Malte ».